# Lucio Nevio Sordino
Lucio Nevio Sordino (in latino: Lucius Naevius Surdinus; 15 a.C. circa – dopo il 30) è stato un magistrato e senatore romano, console dell'Impero romano.

## Biografia
Di Sordino non molto è noto. Senza alcun dubbio suo padre era l'omonimo Lucio Nevio Sordino che fu tresvir monetalis nel 23 a.C. o nel 15 a.C. e che fu praetor peregrinus attorno al 10 a.C., quando ripavimentò il Foro romano.
Della carriera del figlio Sordino nulla è noto, ad eccezione del suo consolato, che egli ricoprì insieme a Gaio Cassio Longino nel secondo semestre del 30, subentrando a luglio alla coppia di ordinari composta da Marco Vinicio e Lucio Cassio Longino.